# رونان (لاعب كرة قدم)
رونان هو لاعب كرة قدم برازيلي في مركزي الهجوم، ولد في 22 أبريل 1995 في Piraúba ‏ في البرازيل. لعب مع غريميو بورتو أليغرينزي ونادي بارما ونادي فلومينينسي.

## وصلات خارجية
- رونان (لاعب كرة قدم) على موقع قاعدة بيانات كرة القدم.إي يو (الإنجليزية)
- رونان (لاعب كرة قدم) على موقع Soccerway.com (الإنجليزية)